# Vaclav Huml
Václav Huml (Beroun (Bohèmia Central), 18 de setembre, 1880, - Zagreb (Croàcia), 6 de gener, 1953), va ser un violinista i professor de música txec i croat, fundador de la "Escola de violí de Zagreb".

## Biografia
Václav Huml va estudiar violí a Praga amb el professor de música Otakar Ševčík. Des de 1903 va treballar a Zagreb a l'escola de música de l'Institut de Música de Croat (en croat: Hrvatski zemaljski glazbeni zavod, avui Hrvatski glazbeni zavod). Els seus famosos alumnes inclouen Ljerko Spiller i Zlatko Baloković.
El 1919, va ser un dels membres fundadors del "Quartet de Zagreb" (Zagrebački kvartet). Des de 1921 fins a la seva mort el 1953, va treballar com a professor a l'Acadèmia de Música de Zagreb (MUZA). Va morir el 1953 i va ser enterrat al cementiri central de Zagreb Mirogoj.
Per continuar les tradicions de la música de cambra i el treball de Václav Huml, els seus alumnes i estudiants de l'Acadèmia de Música de Zagreb van fundar la "Zagreb Youth Chamber Orchestra" (Zagrebački omladinski komorni orkestar, ZOKOR) el 1957.

## Honors
- Des de 1977, el Concurs Internacional de Violí Václav Huml se celebra a Zagreb cada quatre anys en el seu honor